# René Schiermeyer
René Schiermeyer (Mulhouse, Francia, 27 de septiembre de 1938) es un deportista francés retirado especialista en lucha grecorromana donde llegó a ser medallista de bronce olímpico en Roma 1960.

## Carrera deportiva
En los Juegos Olímpicos de 1960 celebrados en Roma ganó la medalla de bronce en lucha grecorromana estilo peso wélter, tras el luchador turco Mithat Bayrak (oro) y el alemán Günther Maritschnigg (plata).